# Francisco Orueta y Castrillón
Francisco de Asis Orueta y Castrillón CO (ur. 6 października 1804 w Limie, zm. 25 sierpnia 1886) – peruwiański duchowny rzymskokatolicki, filipin, biskup Trujillo, arcybiskup limski i prymas Peru.

## Biografia
W 1821 wstąpił do Kongregacji Oratorium św. Filipa Neri. 9 października 1829 otrzymał święcenia diakonatu, a dwa dni później prezbiteriatu (oba z rąk biskupa Cuzco José Calixto Orihuela Valderrama OESA) i został kapłanem swojego zgromadzenia.
14 lipca 1855 wybrany biskupem pomocniczym archidiecezji limskiej, co zatwierdził 28 września 1855 papież Pius IX, nadając mu także tytuł biskupa in partibus infidelium aegajskiego. 23 grudnia 1855 w kościele św. Filipa Neri w Limie przyjął sakrę biskupią z rąk arcybiskupa limskiego José Manuela Pasquela. Współkonsekratorem był biskup Chachapoyas Pedro Ruiz Zumaeta. Przy sakrze asystował również ks. Luc Pellicer.
11 sierpnia 1859 został wybrany biskupem Trujillo. Zatwierdzenie Piusa IX na to stanowisko otrzymał 26 września 1859.
21 marca 1873 mianowany arcybiskupem limskim oraz prymasem Peru. Na tej katedrze zasiadał do śmierci 25 sierpnia 1886.